# A-Hasard-Kasasard
A-Hasard-Kasasard er en kortfilm fra 1985 instrueret af Lars Tingskov Mikkelsen efter manuskript af Lars Tingskov Mikkelsen og bærende ide af Søren Nørregaard.

## Handling
En respektløs fortælling om Max og Dyt, der keder sig på et kontor, men pludselig får succes. De bliver indfanget af kunstverdenen og oplever - med filmens undertitel - "Hvordan en jernhård branche kan være en dejlig ting".